# 杨梅黄酮-3-甲醚
杨梅黄酮-3-甲醚（也称为5,7,3',4',5'-五羟基-3-甲氧基黄酮，3′,4′,5′,5,7-Pentahydroxy-3-methoxyflavone）是一种天然的杨梅黄酮衍生O-甲基化黄酮，分子式C16H12O8，存在于翼蓼（Pteroxygonum giraldii）等植物中的根中。